# Zoltvány Irén Lajos
Zoltvány Irén Lajos (Érsekújvár, 1859. április 24. – Balatonfüred, 1938. február 12.) irodalomtörténész, pszichológus, apát, a pannonhalmi főiskola igazgatója.

## Pályája
Középiskolai tanulmányainak végeztével 1875-ben a pannonhalmi Szent Benedek-rendbe lépett. A teológia befejezése után 1881-ben Budapestre küldték az egyetemre, ahol 1882-ben középiskolai tanári oklevelet szerzett. Ugyanabban az évben szentelték pappá és nevezték ki a pannonhalmi tanárképző főiskolába a magyar nyelv és irodalom tanárává, 1910-től 1921-ig a főiskola igazgatója volt. 1884-ben bölcsészdoktori oklevelet nyert, 1896-ban az országos közoktatási tanács tagja lett. Fehér Ipoly Kálmán halála után Hajdu Tibor Vendel mellett őt jelölték második helyen főapátnak. 1921-től haláláig Bakonybél  apátja volt.
Számos irodalomtörténeti és nyelvészeti tanulmánya, pedagógiai munkája és könyvismertetése jelent meg. Sajtó alá rendezte, jegyzetekkel és életrajzi bevezetéssel látta el Czuczor Gergely összes költői műveit (I – III., Bp., 1899). A pannonhalmi főapátság története című munkában ő írta az irodalomtörténeti cikkeket, szerkesztette a pannonhalmi főapátsági iskola évkönyveit.

## Munkái
- A Nádor-codex nyelve (Kny. a Nyelvt. Közleményekből). Budapest, 1883.
- Guzmics Izidor életrajza  Budapest, 1884.
- Katona József Bánk bánja (Kny. a Kath. Szemléből). Budapest, 1889.
- Tapasztalati lélektan Budapest, I. k. 1894. II. 1897. III. 1903. IV. 1910.
- Zola naturalismusa és Lourdes cz. regénye (Kny. a Kath. Sz.-ből). Budapest. 1895.
- Égi lant (Fojtényi K. imádságos könyvének átdolgozása 14. kiad.). Győr, 1899.
- Czuczor Gergely összes költői művei (Három kötet életrajzzal és jegyzetekkel). Budapest, 1899.
- Czuczor Gergely költői munkái (Magyar Remekírók. 21. kötet). Budapest, 1903.
- Arany János emlékezete, Budapest, 1917.
- Erotika és irodalom,  Budapest, 1924.